# Aliko Dangote
Aliko Dangote (ur. 10 kwietnia 1957) – nigeryjski biznesmen, założyciel i właściciel konglomeratu Dangote Group - jednego z największych zachodnioafrykańskich koncernów, działającego w Nigerii i kilku innych państwach w Afryce. Uznawany jest za najbogatszego Nigeryjczyka i Afrykanina.

## Młodość
Aliko Dangote urodził się 10 kwietnia 1957 roku w zamożnej muzułmańskiej rodzinie w mieście Kano w północnej Nigerii. Od dzieciństwa interesował się przedsiębiorczością. Jak sam opowiedział, już w szkole podstawowej sprzedawał słodycze, aby zdobyć pieniądze. Studiował biznes na uczelni Al-Azhar w Kairze. W wieku 21 lat powrócił do Nigerii, z pomocą rodziny gotowy do rozpoczęcia kariery.

## Kariera
Pierwotnie niewielka firma handlowa Dangote Group została utworzona w 1977 roku. Zdołała przekształcić się w olbrzymie przedsiębiorstwo, obejmujące kilka firm, zajmujące się przemysłem spożywczym i budowlanym (wyrób cementu).
W 2012 roku Dangote został właścicielem fragmentu portu Apapa w Lagos. Wykorzystał go do rozwoju przemysłu spożywczego.
Dangote Group jest obecnie największą przetwórnią cukru w Afryce i trzecią pod względem wielkości na świecie. Produkuje 800 tys. ton tego towaru rocznie. Ponadto koncern handluje solą, mąką, makaronem, ryżem, rybami, kakao, sezamem, a także cementem i bawełną. Zarządza też nieruchomościami, transportem i przemysłem chemicznym. Ogółem, w firmie zatrudnionych jest ponad 11 tys. pracowników.
Dangote zajmuje się również rozbudową kablowej sieci telekomunikacyjnej w Nigerii.
Aliko Dangote finansował w 2003 roku kampanię wyborczą Olusẹgun Ọbasanjọ, któremu dał wsparcie 200 mln nair. Finansował także Narodowy Meczet i Bibliotekę Prezydencką. Kontrowersyjnie wspierał rządzącą Ludową Partię Demokratyczną.
14 listopada 2011 roku Dangote otrzymał prestiżową nagrodę "Grand Commander of the Order of the Niger".
W 2013 roku był najbogatszym mieszkańcem Afryki i 30. najbogatszym człowiekiem na świecie.